# Project Canvas
Ein Project Canvas ist ein visuelles Instrument des Projektmanagements. Es hilft beim Design neuer bzw. beim Re-Design bestehender Projekte. Das Instrument ist besonders nützlich für interdisziplinäre Gruppen, die vor oder während eines Projekts ein gemeinsames Verständnis erlangen wollen.

## Geschichte
Das Instrument Project Canvas wurde erstmals 2012 von J. Kalbach vorgeschlagen und geht auf die Idee des Business Model Canvas von Osterwalder/Pigneur zurück. Methodisch gesehen basiert jeder „Canvas“ auf zwei Ansätzen, die noch weiter zurückreichen: „Visual Facilitation“ und „Management Frameworks“, wie etwa das 7-S-Modell. Mittlerweile sind mehrere kommerzielle und nicht-kommerzielle Varianten des Project Canvas verfügbar (s. u. „Varianten“).
Der von der creative-commons Initiative Over the Fence in 2013 von Frank Habermann und Karen Schmidt vorgestellte Project-Canvas-Variante ist in mehreren Sprachen frei erhältlich. Das Instrument ist von Frank Habermann ausführlich dokumentiert, weit verbreitet und wird u. a. von der IPMA International Project Management Association als Referenz genannt.

## Aufbau

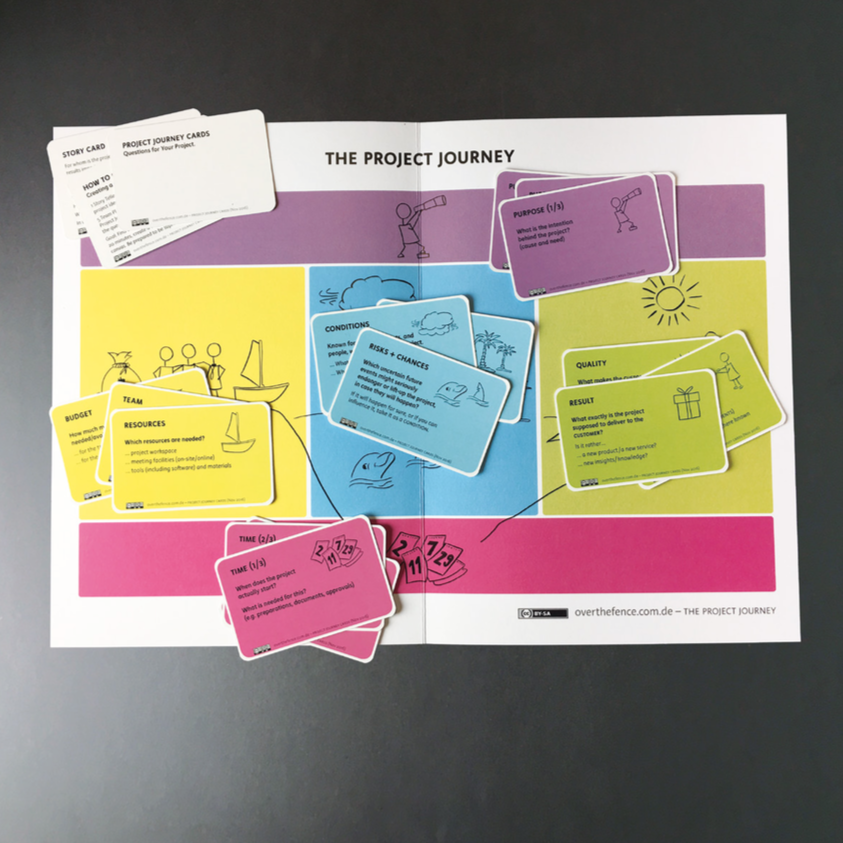
Projektreise & Fragenkarten zum Project Canvas

Basierend auf der visuellen Metapher einer „Reise durch das Unbekannte“ umfasst der Project Canvas alle Bausteine, die wichtig zu wissen sind, bevor ein Projekt gestartet oder fortgesetzt werden kann. Für jeden Baustein gibt es Fragen, die helfen diesen Baustein zu definieren. Die Gemeinschaft Over the Fence hat diese Fragen in hunderten internationalen Projekten getestet und weiterentwickelt. Die Fragen sind bewusst allgemeinverständlich und frei von Fachbegriffen gehalten, um alle im Projekt beteiligten Menschen anzusprechen.
Der Projekt Canvas und die zugehörigen Fragen (auch als separates Kartenset erhältlich) sind unter Berücksichtigung der Creative Commons Lizenz (BY SA) kostenfrei nutzbar.
- ZWECK
  - Was ist die Ursache des Projekts? (auch: Motiv, Beweggrund)
  - Warum ist das Projekt wichtig und bedeutsam – und für wen?
  - Inwiefern wird das Projekt die Zukunft verändern – und für wen?
- KUNDE
  - Wer ist eigentlich Kunde des Projekts?
  - Wer sind die Menschen, ...  die das Projekt starten und beenden (Eigentümer)? …  die das Projektergebnis erhalten (Empfänger)? …  die das Projekt finanzieren (Sponsor)?
  - Bei mehreren Kundenpersonen: Gibt es absehbare Konflikte?
- ERGEBNIS
  - Was genau soll am Ende des Projekts an die KUNDEN geliefert werden?
  - Was ist es am ehesten … ein neues Produkt? ... ein neuer Service? … neues Wissen (Erkenntnisse)?
- QUALITÄT
  - Was macht die Kunden wirklich glücklich bezogen auf ... das ERGEBNIS des Projekts ... die ETAPPENZIELE auf dem Weg dorthin?
  - Wie wollen die KUNDEN im Projekt mitarbeiten und informiert werden?
- ETAPPENZIELE
  - Welche Etappenziele wären Anlässe zum Feiern?
  - Gibt es Termine für … Teil- und Zwischenergebnisse? … sicht- und messbare Erfolge? ... richtungsweisende Entscheidungen?
- ZEIT
  - Wann startet das Projekt tatsächlich? Was wird dafür benötigt? (z. B. Vorbereitungen, Dokumente)
  - Wann ist das Projekt wirklich abgeschlossen? Was wird dafür benötigt? (z. B. Dokumente, Freigaben)
  - Wie flexibel ist der Starttermin des Projekts? Wie flexibel ist der Endtermin des Projekts?
- BUDGET
  - Wie viel Geld ist verfügbar?
  - Wie flexibel ist dieser Finanzrahmen?
  - Wie viel Geld wird benötigt für ... das Team (intern/extern)? ... die notwendigen Ressourcen?
- TEAM
  - Wer sollte dabei sein?
  - Wer ist ... im Kernteam? … im erweiterten Team? ... externer Partner? ... Projektleiter?
- RESSOURCEN
  - Was wird benötigt an ... Arbeitsmitteln (inkl. Software) ... Materialien ... Methoden und Modellen ... Projektarbeitsräumen ... Besprechungsräumen (vor Ort/virtuell)?
- UMFELD
  - Welche bekannten Kräfte (Ereignisse, Bedingungen, Menschen) wirken auf das Projekt ... als Rückenwind ... als Gegenwind?
- RISIKEN & CHANCEN
  - Welche unsicheren Ereignisse würden im Falle ihres Eintretens, den Projekterfolg ... gefährden ... beflügeln?

## Einsatzbereiche
Ein Project Canvas ist für alle Arten von Projekten geeignet. Aufgrund seiner intuitiven Anwendbarkeit richtet sich das Instrument an Nicht-Projektexperten wie an erfahrene Projektmanager. Es ist besonders nützlich für Gruppen von Menschen, die noch nie in dieser Konstellation oder noch nie an einer ähnlichen Aufgabenstellung gearbeitet haben.
Der Project Canvas von Over the Fence folgt den Prinzipien des Project Excellence Model und steht im Einklang mit Standards wie IPMA Individual Competence Baseline, ISO 21500, PMBOK Guide. Das Instrument kann genutzt werden, gleich ob ein Projekt nach Scrum, PRINCE2, V-Modell oder einem anderen, individuellen Vorgehensmodell durchgeführt wird.

## Anwendung

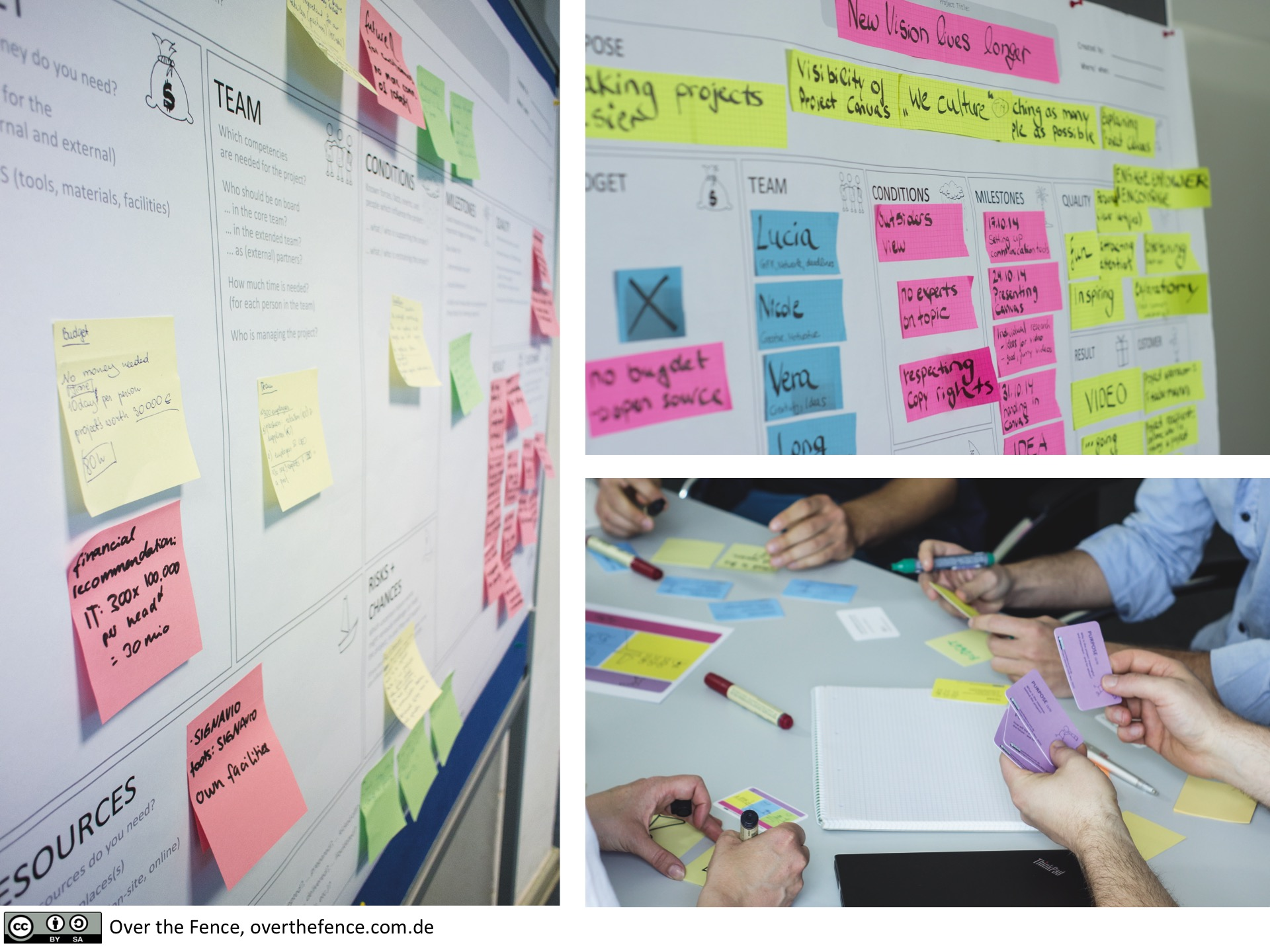
Project Canvas Anwendungsbeispiele

Die Anwendung eines Project Canvas erfolgt in der Regel in Workshops. Die einfachste Anwendung funktioniert wie folgt:
Downloaden Sie ein kostenfreies Project Canvas und drucken Sie es großformatig aus (DINA0). Heften Sie das Project Canvas Poster an eine Wand. Statten Sie die Teilnehmenden mit Haftnotizen und Stiften aus. Beginnen Sie mit dem „ZWECK“ des Projekts. Beantworten Sie die entsprechenden Fragen und notieren Sie die Antworten auf Haftnotizen. Arbeiten Sie sich dann über Fragen zu „KUNDEN“ und „ERGEBNIS“ weiter durch alle Bausteine. Schrittweise füllt sich das Project Canvas Poster mit Haftnotizen und es entsteht ein schlüssiges Bild Ihres Projekts.
Tipp: Die bestmögliche Anwendung eines Project Canvas ist abhängig von der Art eines konkreten Projekts und des entsprechenden Umfelds. Verschiedene Vorgehensweisen zur Anwendung von Project Canvas sind dokumentiert (s. u. „Varianten“). Auch virtuelle Meetings sind möglich. Sofern die Prinzipien des „langsamen Denkens in Projekten“ berücksichtigt werden, können durch die Anwendung des Project Canvas selektive Wahrnehmung und unerwünschte Effekte von Gruppendenken reduziert werden. Durch die separat einsetzbaren Fragenkarten werden zusätzliche Dialog- und Moderationsformate ermöglicht.

## Varianten
- Creative Project Canvas (creativeprojectcanvas.com)
- openPM-Canvas (openPM)
- Project Canvas (J. Kalbach)
- Project Canvas (Over the Fence)
- Project Canvas (projectcanvas.dk)
- Project Canvas (sybit AGILE)
- Project Square (turnaround.com)
- Projektmanagement-Canvas (H. Zimmermann)
- Project Canvas (PM² Alliance)[15]

## Publikationen
- Alexander Osterwalder, Yves Pigneur: Business Model Generation. Ein Handbuch für Visionäre, Spielveränderer und Herausforderer, Campus Verlag, Frankfurt am Main 2011, ISBN 978-3-593-39474-9 (englisch: Business Model Generation, Wiley & Sons, Hoboken 2010).
- Frank Habermann, Karen Schmidt: Over the Fence. Projekte neu entdecken, neue Vorhaben besser durchdenken und gemeinsam mehr Spaß bei der Arbeit haben, Becota GmbH, ISBN 978-3-00-059325-3.
- Rudy Kor, Jo Bos, Theo van der Tak: Project Canvas. Innovative Methoden für professionelles Projektmanagement, Schäffer-Poschel, Stuttgart 2018, ISBN 978-3-7910-4120-9 (niederländisch: Project Canvas. Samen naar de kern van je project, Vakmedianet, Deventer 2016).
- Roman Stöger: Wirksames Projektmanagement. Mit dem Project Model Canvas zu Resultaten, 4. Aufl., Schäffer-Poeschel, Stuttgart 2019, ISBN 978-3-7910-4327-2.